# Missionare, die Geschichte machten
Missionare, die Geschichte machten ist eine deutschsprachige christliche Buchreihe des Steyler Verlages der Gesellschaft des Göttlichen Wortes (Steyler Missionare) mit Biographien von christlichen Missionaren. Verschiedene christlich geprägte Intellektuelle haben an ihr mitgewirkt. Sie erschien von 1977 bis 1984 in Mödling im Verlag Sankt Gabriel – Sankt Augustin: Steyler Verlag. Sie umfasst über 20 Bände. Die folgende Übersicht erhebt keinen Anspruch auf Aktualität oder Vollständigkeit:

## Bände
- Mit Haarschopf und Kastenschnur: Roberto de Nobili (Indien). Plechl, Pia Maria. - Mödling : Verlag S[ank]t Gabriel, 1977
- Ich scheue keine Mühe: Emil Grouard, Apostel von Athabasca (Kanada). Gstrein, Heinz. - Mödling : Verlag S[ank]t Gabriel, 1977
- 3000 [Dreitausend] Indianer und ein Tiroler: Sepp von Rainegg (Paraguay). Braumann, Franz. - Mödling : Verlag S[ank]t Gabriel, 1977
- Die Sahara war sein Schicksal: Charles de Foucauld (alger. Sahara). Waach, Hildegard. - Mödling : Verlag S[ank]t Gabriel, 1978
- Vorstoss zum Drachenthron: Matteo Ricci (China). Stürmer, Ernst. - Mödling : Verlag S[ank]t Gabriel, 1978
- Unter Menschenhändlern im Sudan: Daniele Comboni (Sudan). Gstrein, Heinz. - Mödling : Verlag S[ank]t Gabriel, 1978
- Bringt den fremden Teufel um: Josef Freinademetz (China). Hollweck, Sepp. - Mödling : Verlag S[ank]t Gabriel, 1978
- In Gunst und Zorn des Negus: Guglielmo Massaia (Äthiopien). Filosa, Rosalinda. - Mödling : Verlag S[ank]t Gabriel, 1979
- Ich kenne keine Angst: Ansgar, Missionar bei d. Wikingern. Gamillscheg, Hannes. - Mödling : Verlag S[ank]t Gabriel, 1979
- Er war für Nägel mit Köpfen: „d. Abenteurer in d. Kutte“; Franz Pfanner, Phänomen für Türke u. Zulu. Balling, Adalbert Ludwig. - Mödling : Verlag S[ank]t Gabriel, 1979
- Meister himmlischer Geheimnisse: Adam Schall, Ratgeber u. Freund d. Kaisers von China. Stürmer, Ernst. - Mödling : Verlag S[ank]t Gabriel, 1980
- Es ist zu kalt, um verliebt zu sein: Gerhard Kraut (Kanada). Lembeck, Hermann. - Mödling bei Wien : Verlag S[ank]t Gabriel, 1980
- Der Heilige aus der Kanone: Jean LeVacher, Apostel d. Sklaven in Tunis u. Algier. Gstrein, Heinz. - Mödling : Verlag S[ank]t Gabriel, 1980
- Ein Herz für die Schwarzen: Bernhard Huss, Sozialreformer aus Liebe zu d. Menschen. Balling, Adalbert Ludwig. - Mödling : Verlag S[ank]t Gabriel, 1981
- Die Nonne mit dem Stethoskop: Dr. med. Anna Dengel (Asien, Afrika). Plechl, Pia Maria. - Mödling : Verlag S[ank]t Gabriel, 1981
- Der grosse Häuptling der Prärie: Albert Lacombe, Oblatenmissionar in Westkanada. Schulte, Josef. - Mödling : Verlag S[ank]t Gabriel, 1981
- Wo Liebe Lepra heilte: Damian de Veuster (Hawaii). Muth-Oelschner, Brigitte. - Mödling-Wien : Verlag S[ank]t Gabriel, 1982
- Der Karawanenkardinal: Charles Lavigerie, Kardinalerzbischof von Algier u. Carthago, Primas von Afrika sowie Gründer d. Weissen Väter. Gstrein, Heinz. - Mödling : Verlag S[ank]t Gabriel, 1982
- Beim Grosskhan der Mongolen: Johannes von Monte Corvino, d. 1. Franziskaner in China. Jochum, Alfons. - Mödling : Verlag S[ank]t Gabriel, 1982
- Ein Fels in der Brandung. Siméon Lourdel (Afrika). Hohmann, Horst. - Mödling : Verlag S[ank]t Gabriel, 1983
- Der grosse heroische Asket: Josef Constantius Beschi (Indien) / V. M. Gnanapragasam. [Unter Mitarb. von Margret von Borsig]. Gnanapragasam, V.M.. - Mödling, Wien : Verlag S[ank]t Gabriel, 1983
- Der grosse heilige Missionar: Bonifatius. Jung, Johannes. - Mödling : Verlag S[ank]t Gabriel, 1983
- Donner im Fernen Osten: Vincent F. Lebbe (China) ; [1877-1940]; [Vorkämpfer für e. chines. Kirche] . Jochum, Alfons. - Mödling : Verlag S[ank]t Gabriel, 1984
- Der Mann aus Feuer: Franz Xaver (Asien) ; [1506 – 1552 ; Aufbruch zu neuen Horizonten] . Stürmer, Ernst. - Mödling : Verlag S[ank]t Gabriel, 1984
- 300 [Dreihundert] Bastonadenhiebe für den Bischof: Güregh Zohrabian (Armenien). Gstrein, Heinz. - Mödling : Verlag S[ank]t Gabriel, 1984